# Мачеварианов, Пётр Михайлович
Пётр Михайлович Мачеварианов (1807, Саратовская губерния — 1880, Симбирская губерния) — выдающийся русский кинолог и охотник. Заводчик русских псовых борзых, оказавший заметное влияние на становление породы. Знаток и теоретик псовой охоты, автор известной книги «Записки псового охотника Симбирской губернии» (1876).
Считается, что Мачеварианов был одним из создателей породы чистокровных русских борзых. Собаки Мачеварианова в Першинской охоте, наряду с собаками ряда других заводчиков, считались эталоном породы и легли в основу формирования современного поголовья борзых.

## Биография
Родился в имении Каменка (ныне не существует) Саратовской губернии 16 января 1807 года[по какому календарю?] в небогатой дворянской семье (по другим данным — в 1804 или 1808 годах). Получил хорошее воспитание и образование, свободно владел немецким и французским языками. Любил музыку, хорошо играл на гитаре, рисовал карандашом и тушью. Был любимцем в компаниях и пользовался успехом у дам, хотя и страдал косоглазием. По отзывам современников, сложением напоминал Наполеона.
Служил в Шлиссельбургском егерском полку в чине подпоручика, участвовал в польской кампании 1831 года. Во время службы в полку пристрастился к охоте. Уволился с военной службы, получив в наследство от двоюродного деда имение в деревне Липовке Ардатовского уезда Симбирской губернии. Здесь Мачеварианов оборудовал ружейную мастерскую, его ружья славились среди местных охотников красотой и дальнобойностью. Мастерская выпускала отличные кинжалы и охотничьи ножи. В Липовке находилась и знаменитая псарня.
В своё время считался известным охотником, теоретиком и законодателем псовой охоты. Журнал «Природа и охота» в 1880 году выпустил в виде приложения для подписчиков два портрета — Аксакова и Мачеварианова. Недолгое время служил мировым посредником и предводителем дворянства в Ардатове Симбирской губернии.
Был женат на Екатерине Ивановне Верещагиной. У Мачевариановых было четверо сыновей и две дочери.

## Псарня
Разведение собак для псовой охоты и создание идеальной русской псовой борзой было настоящей страстью Мачеварианова, делом всей жизни. По воспоминаниям академика А. Н. Крылова, точное количество собак, которых Мачеварианов содержал в огромной псарне в Липовке, неизвестно: по слухам, их число доходило до трёхсот. Псарня занимала территорию, достаточную для большого скотного двора, а прилегающий луг использовался для выгула щенков. Зимой помещения псарни отапливались печами. Псари ежедневно расчесывали и чистили собак, мыли их с мылом и вытирали чистыми полотенцами. Зимой собак возили к месту охоты в повозках. Посторонних на псарню не пускали, и если хозяин хотел показать гостям собак, псари выводили только отдельные своры. Мачеварианов старался не продавать своих собак, дарил так же не самых лучших. Обычно за собаку заводчик требовал до 250 рублей — цену тройки лошадей. Сохранилась переписка Мачеварианова с ловчим императора Николая I, который отказывался выплатить за собаку 500 рублей.
Борзые Мачеварианова отличались невысоким ростом и особенно шелковистой шерстью, славились красотой и резвым бегом, но не были достаточно злобными к зверю, чтобы взять волка. Заводчик считал, что исконно русские борзые были испорчены примесями крови чужестранных собак и призывал вернуться к восстановлению единой чисто русской породы. С 1869 года обменивался производителями с другом и единомышленником Н. П. Ермоловым, с 1873 года они вели общую породу.
К концу жизни Мачеварианов испытывал финансовые затруднения и был вынужден сократить количество собак. После смерти заводчика в 1880 году наследники распродали собак и ликвидировали псарню, имение было продано с молотка.

## «Записки псового охотника Симбирской губернии»

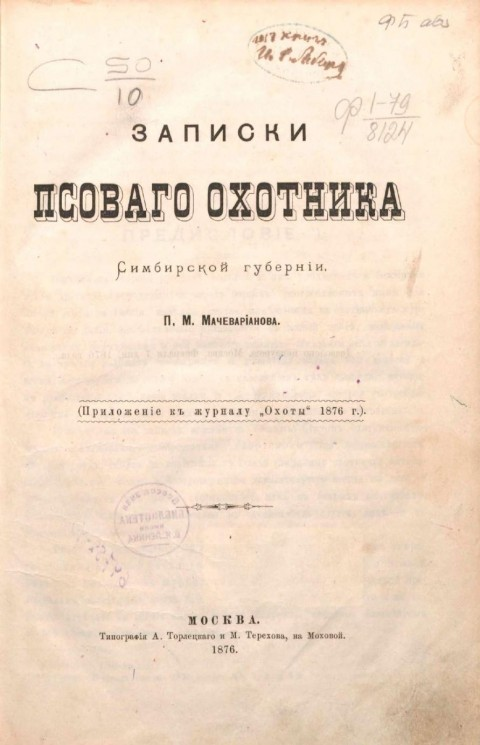
Титульный лист первого издания «Записок», 1876 год

Первая публикация Мачеварианова, труд «Заметки старого провинциального охотника на некоторые сочинения о псовой охоте в России и на журнальные статьи о ней», опубликована в номерах 1-3 журнала «Охота» в Москве в 1875 году. В работе упоминались и «Записки псового охотника Симбирской губернии», написанные ещё в 1845 году. В 1876 году книга «Записки псового охотника Симбирской губернии» вышла в свет в виде приложения к журналу «Охота». Второй раз книга была издана лишь в 1991 году.
Главной целью труда П. Мачеварианов полагал передать читателям свои знания о разведении борзых. Гончим в книге отведено второе место и лишь одна глава, в ней Мачеварианов впервые дал определение голосу гончей.
«Записки» написаны живым языком и захватывают читателя. Однако многие знатоки критиковали книгу, так, П. М. Губин в статье о борзых (журнал «Природа и охота», 1879 год № 8) утверждал, что местами она написана «слабо, сбивчиво и неправдоподобно». Сведения о разведении борзых обладают научной ценностью и через полтора века после первого издания книги. Достоинства описания теоретических основ псовой охоты ставят её в один ряд с «Записками ружейного охотника Оренбургской губернии» С. Т. Аксакова и «Записками мелкотравчатого» Е. Э. Дриянского.

По инициативе любителей охоты и собаководства и при поддержке местных общественных и коммерческих организаций в 2007 году в селе Липовка Нижегородской области установлен гранитный памятный знак «Запискам псового охотника Симбирской губернии» с изображением титульного листа первого издания и цитатами из книги: 
«Охота доставляет охотнику по призванию бодрость, смелость, ловкость, отвагу, наслаждение и восторг… довольствие настоящим и надежду на будущее… Главная же цель моих записок передать не знающим охотникам как поддерживать выводить и оберегать породы борзых собак… Я уверен, что на эти мои охотничьи забавы отзовётся не одно русское сердце полевого собрата.»